# Боголюбська сільська рада
Боголюбська сільська рада — колишня адміністративно-територіальна одиниця та орган місцевого самоврядування у Луцькому районі Волинської області з адміністративним центром у с. Боголюби.
Припинила існування 15 травня 2017 року через приєднання території ради до Заборольської сільської громади Волинської області.

## Населені пункти
Сільській раді підпорядковувались населені пункти:
- с. Боголюби
- с. Богушівка
- с. Тарасове

## Склад ради
Рада складалась з 16 депутатів та голови.

## Керівний склад сільської ради
| ПІБ                       | Основні відомості                                                 | Дата обрання | Дата звільнення |
| ------------------------- | ----------------------------------------------------------------- | ------------ | --------------- |
| Якубовська Марія Іванівна | Сільський голова, 1965 року народження, освіта, позапартійна      | 26.03.2006   | 31.10.2010      |
| Якубовська Марія Іванівна | Сільський голова, 1965 року народження, освіта вища, позапартійна | 31.10.2010   |                 |

Примітка: таблиця складена за даними джерела

## Населення
За переписом населення України 2001 року в сільській раді мешкало 1912 осіб.

### Мова
Згідно з переписом УРСР 1989 року чисельність наявного населення сільської ради становила 1540 осіб, з яких 696 чоловіків та 844 жінки.
Розподіл населення за рідною мовою за даними перепису 2001 року:
| Мова       | Відсоток |
| ---------- | -------- |
| українська | 97,56 %  |
| російська  | 2,44 %   |